# Cymbopogon osmastonii
Cymbopogon osmastonii är en gräsart som beskrevs av Richard Neville Parker. Cymbopogon osmastonii ingår i släktet Cymbopogon, och familjen gräs. Inga underarter finns listade i Catalogue of Life.